# Euthera barbiellinii
Euthera barbiellinii är en tvåvingeart som beskrevs av Mario Bezzi 1925. Euthera barbiellinii ingår i släktet Euthera och familjen parasitflugor. Inga underarter finns listade i Catalogue of Life.